# خوسيه لويس مونيوث سوريا
خوسيه لويس مونيوث سوريا هو سياسي مكسيكي، ولد في 10 أغسطس 1948 في Pénjamo ‏ في المكسيك. نشط حزبياً في حزب الثورة الديمقراطية. وقد انتخب عضو مجلس النواب المكسيك ‏.